# Municipio de Britt
El municipio de Britt (en inglés: Britt Township) es un municipio ubicado en el condado de Hancock en el estado estadounidense de Iowa. En el año 2010 tenía una población de 2273 habitantes y una densidad poblacional de 24,75 personas por km².

## Geografía
El municipio de Britt se encuentra ubicado en las coordenadas 43°6′58″N 93°47′0″O / 43.11611, -93.78333. Según la Oficina del Censo de los Estados Unidos, el municipio tiene una superficie total de 91.85 km², de la cual 90,99 km² corresponden a tierra firme y (0,93 %) 0,85 km² es agua.

## Demografía
Según el censo de 2010, había 2273 personas residiendo en el municipio de Britt. La densidad de población era de 24,75 hab./km². De los 2273 habitantes, el municipio de Britt estaba compuesto por el 93,75 % blancos, el 0,31 % eran afroamericanos, el 0,13 % eran amerindios, el 0,57 % eran asiáticos, el 4,09 % eran de otras razas y el 1,14 % eran de una mezcla de razas. Del total de la población el 7,13 % eran hispanos o latinos de cualquier raza.